# Lestodiplosis alvei
Lestodiplosis alvei är en tvåvingeart som beskrevs av Barnes 1934. Lestodiplosis alvei ingår i släktet Lestodiplosis och familjen gallmyggor. Inga underarter finns listade i Catalogue of Life.